# Meioneurites schlosseri
Meioneurites schlosseri là một loài côn trùng trong họ Kalligrammatidae thuộc bộ Neuroptera. Loài này được Handlirsch miêu tả năm 1906.